# La Rápita

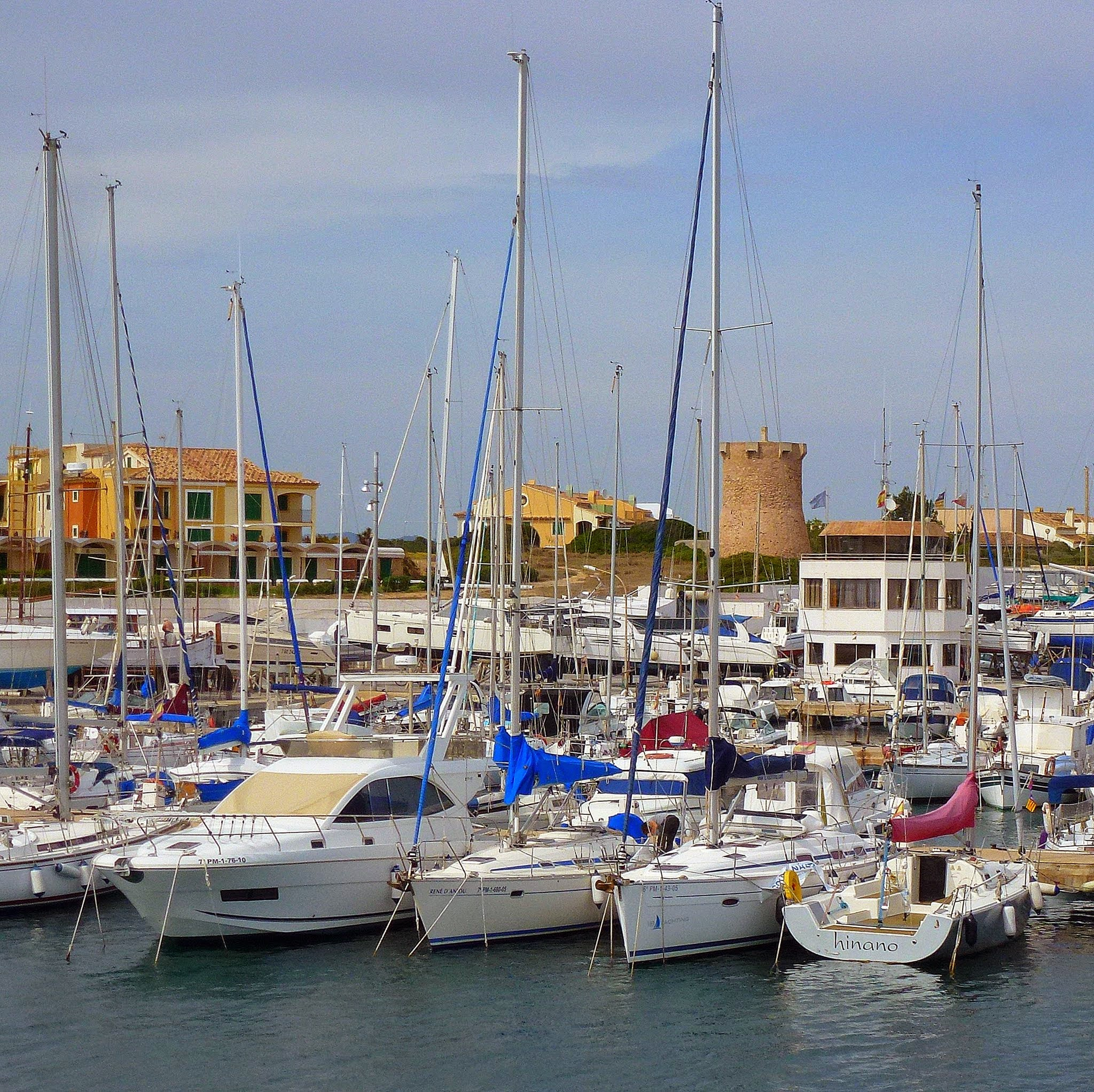
Vista del Puerto de La Rápita, sede del Club Náutico La Rápita.

La Rápita (en catalán y oficialmente sa Ràpita) es una localidad y pedanía española perteneciente al municipio de Campos, en la parte meridional de Mallorca, comunidad autónoma de las Islas Baleares. En plena costa mediterránea, anexo a esta localidad se encuentra el núcleo del Alto de la Rápita, y un poco más alejados están El Estañol, El Paraíso, Las Covetas y La Sorda.
La zona de La Rápita y alrededores constituye el principal centro turístico del municipio, con su puerto deportivo y rodeado de parajes naturales como la playa del Arenal de la Rápita o El Trench-Salobrar de Campos.

## Toponimia
El nombre de La Rápita, de origen árabe, viene del término "rábida" o "ribāṭ", que significa «ermita fortificada» o «torre de defensa». En España se conocía con este nombre a un edificio fortificado habitado por religiosos musulmanes. Su función era doble: por un lado fortaleza y puesto de vigilancia, y por otro un monasterio consagrado a la oración y a la guerra santa. De este término nacieron diversos topónimos como San Carlos de la Rápita en Tarragona, La Rábita en Granada, La Rábida en Huelva, Arrábida en Portugal o la propia Rabat en Marruecos.
Sin embargo, en este caso no se ha descubierto ninguna construcción de la época musulmana en la zona y se desconoce tal existencia.
En mallorquín y de manera oficial se denomina sa Ràpita, y su gentilicio es rapitero/a.

## Historia
Durante el reinado de Felipe II (1556-1598) las incursiones en aguas de las Baleares de piratas, corsarios turcos y berberiscos eran habituales. Por ello se establecieron a lo largo de la costa mallorquina una serie de torres de vigilancia y torres de defensa —dotadas de artillería—.
La Torre de Son Durí, en La Rápita, pertenece al primer tipo. Se encontraba en los terrenos de la posesión de Son Durí, y fue construida por petición del Obispo Vich y Manrique en el año 1595. Formaba parte de una red de torres de vigilancia que, desde el Castillo de Cabrera hasta llegar a La Almudaina, avisaba de la llegada de barcos piratas. Fue Juan Binimelis y García quien diseñó el ingenioso sistema mediante el cual las torres avisaban por el día con señales de humo y por la noche con fuego de la llegada de barcos corsarios.

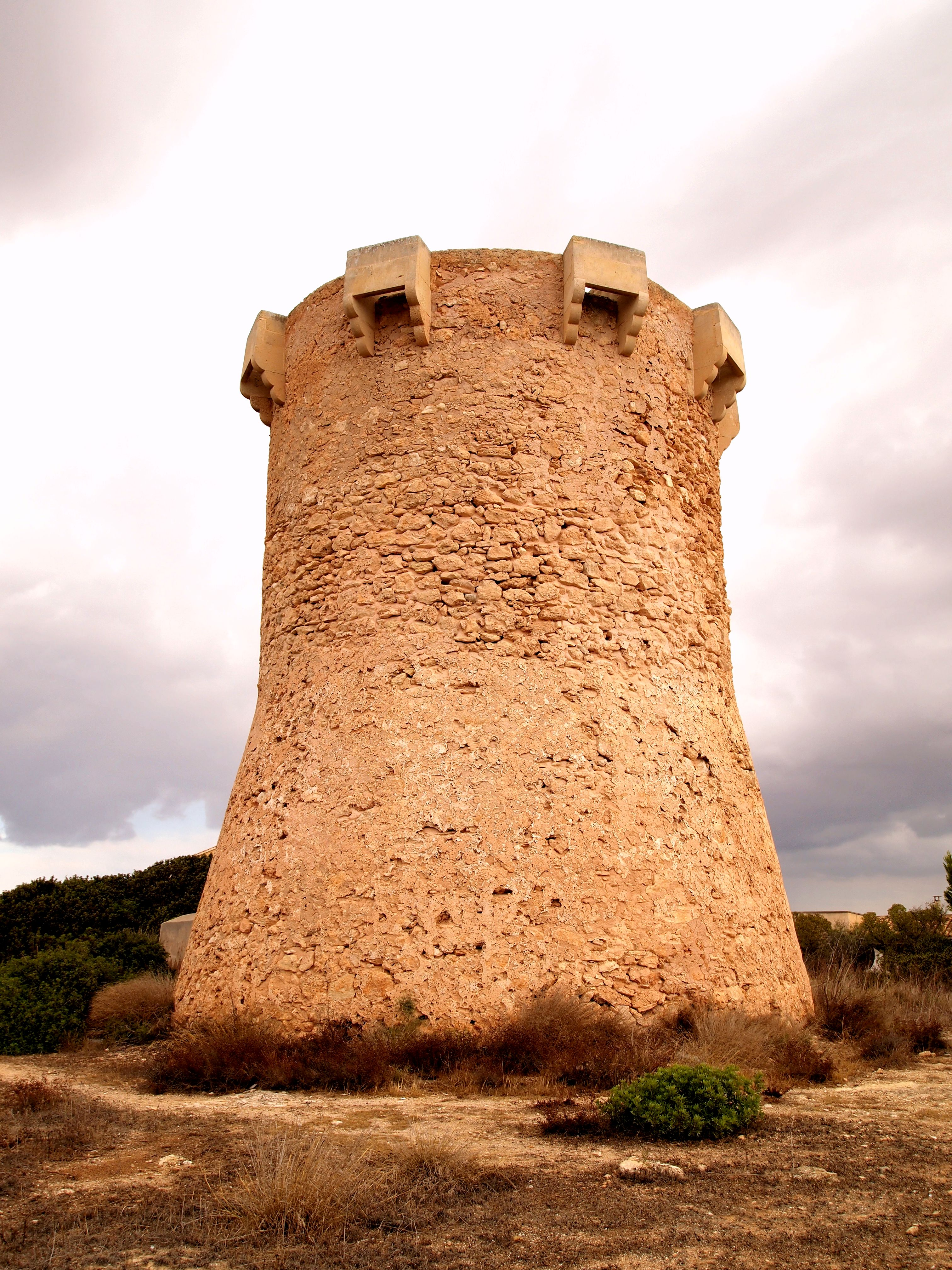
La Torre de Son Durí, en La Rápita.

A diferencia de otras poblaciones costeras cercanas, no se han encontrado pruebas históricas de la existencia de pescadores en la costa de La Rápita. La gente de Campos, tradicionalmente dedicada a la agricultura, vivían de espaldas al mar, huyendo del peligro que constituía de la cercanía al mar.
No sería hasta comienzos del siglo XX cuando algunos vecinos de Campos construyeron en la zona pequeñas casetas de veraneo y varaderos para guardar las barcas, aprovechando que la costa era baja y rocosa. Los primeros en instalarse lo hicieron en las posesiones de Son Durí, Ca n'Estela y Can Mandana. 
Posteriormente, ya entrado el siglo XX, el núcleo empezó a expandirse hacia la zona de Son Catlar y El Paraíso, y en el último tercio de siglo creció hacia el término municipal de Llucmajor, en las tierras conocidas como Es Tancat. También se constituyó el Club Náutico La Rápita con su puerto deportivo, al límite entre la playa del Arenal de la Rápita y el comienzo de la costa rocosa.

## Demografía
Según el Instituto Nacional de Estadística de España, en el año 2021 La Rápita contaba con 998 habitantes censados, lo que representa el 8,7352297592998% de la población total del municipio.

### Evolución de la población
| Gráfica de evolución demográfica de La Rápita entre 2011 y 2021 |
|                                                                 |
| Datos según el nomenclátor publicado por el INE.                |

## Comunicaciones

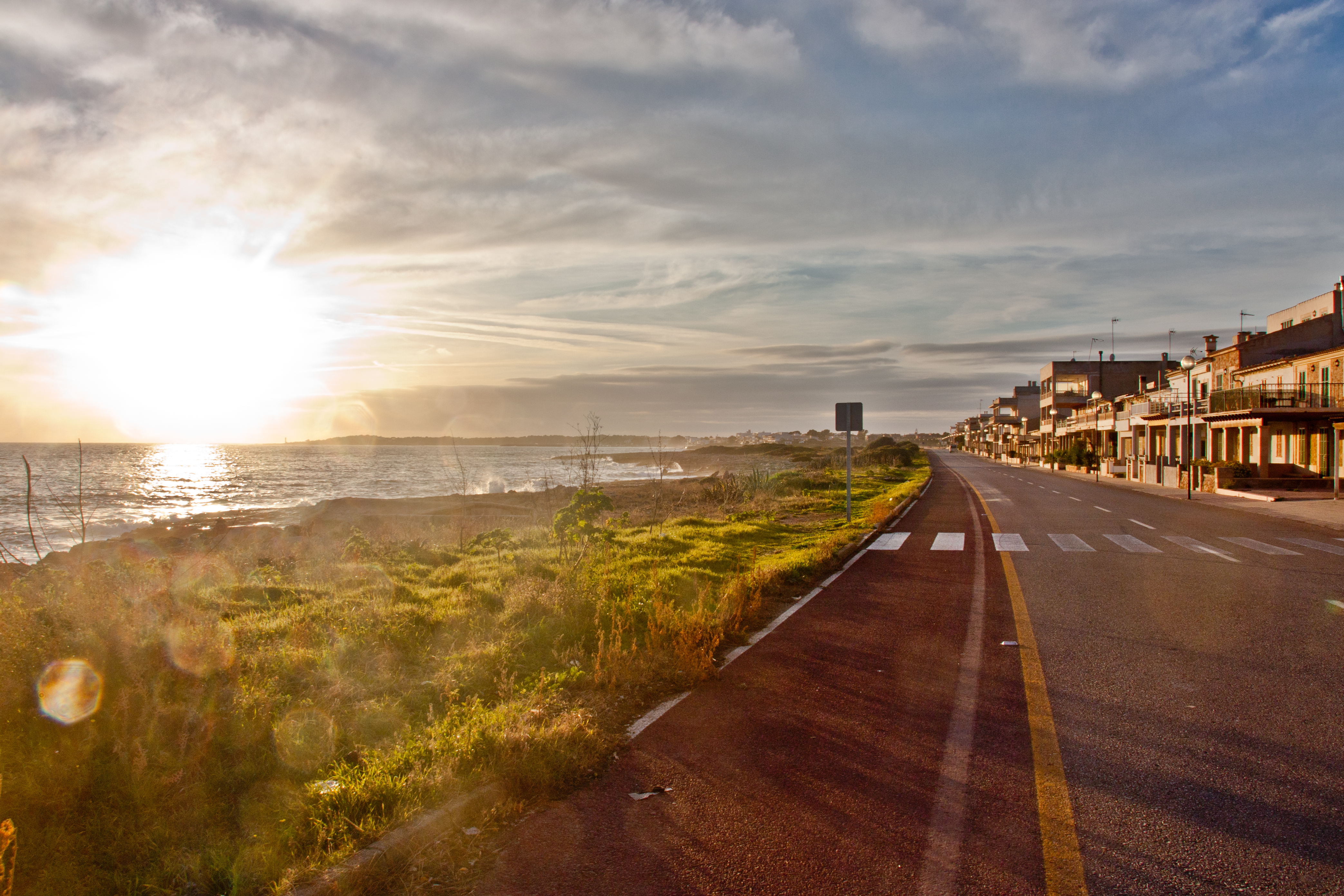
La carretera Ma-6021 a su paso por La Rápita, donde se denomina Avenida de Miramar.

### Carreteras
Las principales vías de comunicación que transcurren por esta localidad son:
| Identificador | Denominación            | Itinerario             |
| ------------- | ----------------------- | ---------------------- |
| Ma-6030       | De Campos a La Rápita   | Campos - La Rápita     |
| Ma-6021       | Del Estañol a La Rápita | El Estañol - La Rápita |

Algunas distancias entre La Rápita y otras ciudades:
| Ciudades          | Distancia (km) |
| ----------------- | -------------- |
| Campos            | 11             |
| Manacor           | 37             |
| Palma de Mallorca | 41             |

## Cultura

### Fiestas
La Rápita celebra sus fiestas populares en torno al 16 de julio en honor a la Virgen del Carmen, patrona del pueblo, con una procesión marítima y diversas actividades lúdicas y culturales. Desde el año 2002 también se realiza durante las fiestas la Vuelta a La Rápita en piragua.